# Belle-Isle-en-Terre
Belle-Isle-en-Terre è un comune francese di 1 030 abitanti situato nel dipartimento delle Côtes-d'Armor nella regione della Bretagna.

## Storia

### Simboli
Lo stemma comunale è una brisura di quello della famiglia 
de Belle-Isle (o de Belleisle) di Bretagna (di rosso, al crescente montante d'argento, accompagnato da cinque conchiglie d'oro 2, 2, 1) ripreso da un sigillo di Eon de Belleisle datato 1224.

## Società

### Evoluzione demografica
Abitanti censiti